# سیارک ۲۰۲۸۹
سیارک ۲۰۲۸۹ (به انگلیسی: 20289 Nettimi، نامگذاری:1998FQ64) بیست هزار و دویست و هشتاد و نهمین سیارک کشف شده‌است که در ۲۰ مارس ۱۹۹۸ کشف شد.
قدر مطلق سیارک برابر ۱۸.۶ است.